# Haliclona violacea
Haliclona violacea är en svampdjursart som först beskrevs av Keller 1883.  Haliclona violacea ingår i släktet Haliclona och familjen Chalinidae. Inga underarter finns listade i Catalogue of Life.